# Маккензи, Кевин
Ке́вин Макке́нзи (англ. Kevin McKenzie; род. 29 апреля 1954, Берлингтон, США) — американский артист балета, хореограф, художественный руководитель Американского театра балета (с 1992).

## Биография
Начал своё балетное образование в Школе танцев О’Браяна в Саут-Берлингтоне, а позднее окончил Вашингтонскую школу балета, где учился у Мэгги Блэк.
В 1972 году завоевал серебряную медаль на Шестом Международном конкурсе артистов балета в Варне.
Был ведущим танцовщиком Национального балета Вашингтона и Джофри балета, а в марте 1979 года поступил в труппу Американского театра балета, где в декабре 1979 года стал солистом, а позднее и премьером.
Танцевал ведущие партии репертуара, включая Солора («Баядерка»), Дона Хозе («Кармен»), Принца («Золушка» в постановке М. Барышникова), Франца («Коппелия»), Базиля и Эспаду («Дон Кихот»). В качестве приглашенного солиста принимал участие в спектаклях Лондонского фестиваля балета, Большого балета, Кубинского национального балета, труппы Юниверсал балет в Сеуле, а также в Париже, Токио и Вене.
В 1991 году был назначен художественным консультантом Вашингтонского балета, а позднее стал ассистентом художественного руководителя этой труппы, одновременно работая хореографом в Новом балете Амстердама Мартины ван Хамел.
Поставил в собственной хореографии несколько полнометражных балетов для Американского театра балета — «Transcendental Etudes», «The Nutcracker», «Дон Кихот» (совместно с Сюзен Джонс), «Спящая красавица» и «Лебединое озеро».
В октябре 1992 года был назначен художественным руководителем Американского театра балета.